# Sääskijärvi (sjö i Mäntyharju, Södra Savolax)
Sääskijärvi är en sjö i kommunen Mäntyharju i landskapet Södra Savolax i Finland. Sjön ligger 115,2 meter över havet. Arean är 70 hektar och strandlinjen är 8,39 kilometer lång. Sjön  ingår i Kymmene älvs huvudavrinningsområde.   Den ligger omkring 46 kilometer söder om S:t Michel och omkring 160 kilometer nordöst om Helsingfors. 
I sjön finns öarna Raatosaaret och Suursaari. 